# Tisovec Montezumův
Tisovec Montezumův (Taxodium mucronatum, v nahuatlu Ahuehuete), je jehličnan z rodu tisovec. Přirozenou oblastí jeho výskytu je Mexiko, údolní niva řeky Rio Grande na jihu Texasu, a departement Huehuetenango v Guatemale. Tisovec Montezumův je od roku 1910 mexickým národním stromem.

## Popis
Tento mohutný stálezelený či poloopadavý strom dorůstá do výšky až 40 m a jeho kmen dosahuje běžně průměru 1 – 3 m, výjimečně však i mnohem víc – viz níže. Listy jsou uspořádány spirálovitě, ale u základny jsou zkroucené a leží ve dvou vodorovných řadách. Jehlice jsou 1 – 2 cm dlouhé a 1 – 2 mm široké. šišky mají vejcovitý tvar a jsou 1,5 – 2,5 cm dlouhé a 1 – 2 cm široké.
Na rozdíl od tisovce dvouřadého a tisovce vystoupavého vytváří tisovec Montezumův jen zřídkakdy vzdušné dýchací kořeny. Stromy, jež rostou v mexické vysočině, dosahují úctyhodné mohutnosti.

### Tulský strom

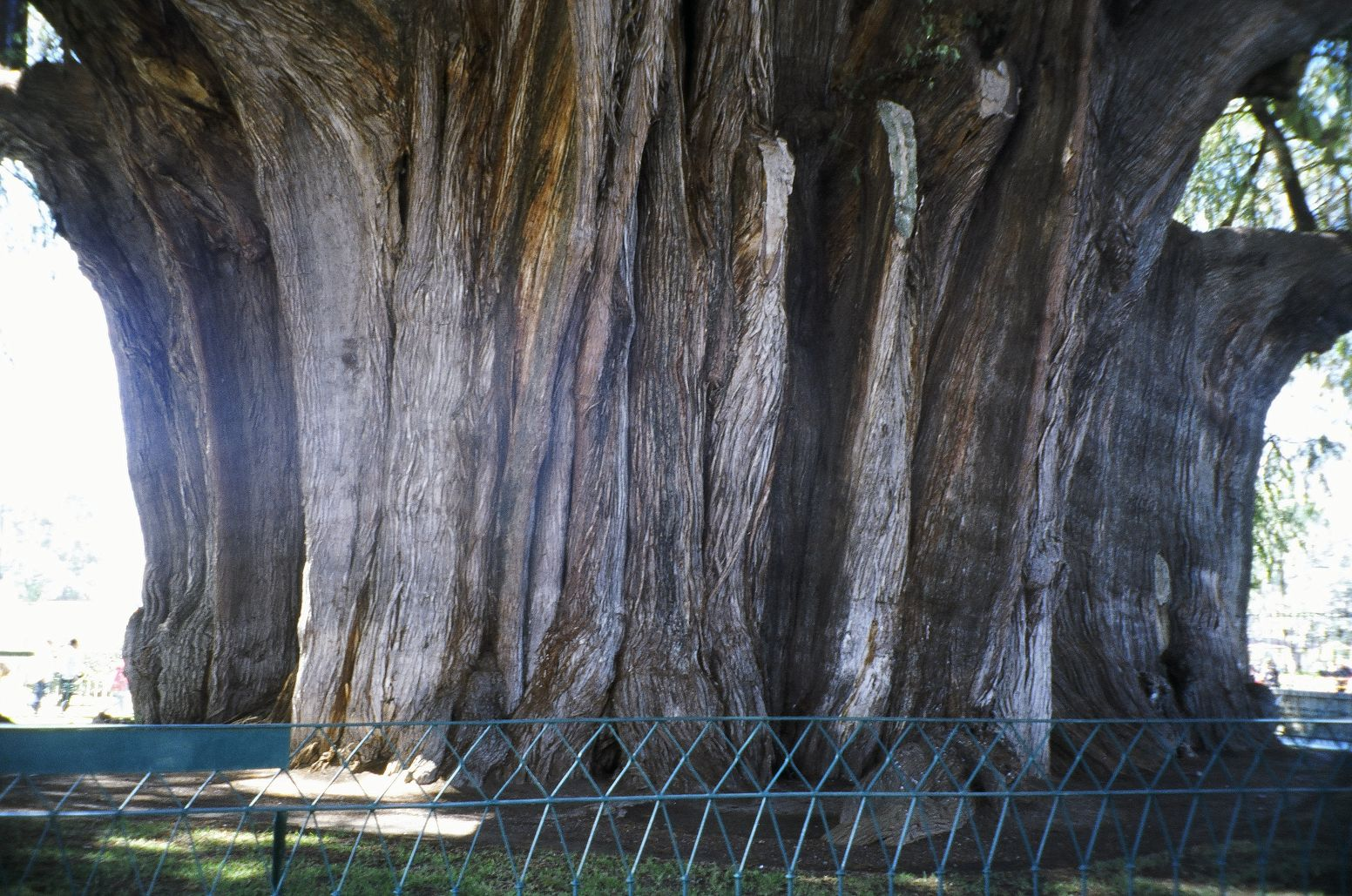
Tulský strom

Nejznámějším tisovcem Montezumovým je takzvaný Tulský strom (španělsky El Árbol del Tule), který roste ve městě Santa Maria del Tule v jihomexickém státě Oaxaca. Jedná se o zřejmě nejstatnější strom na světě s průměrem kmene 14 m a obvodem 42 m. Soutěžit s ním může jen baobab z Glencoe z jihoafrické provincie Limpopo. Stáří Tulského stromu se odhaduje mezi 2000 a 4000 roky. Původně stál zřejmě v zaplavované oblasti, která je však dnes již suchá, a proto strom jeví kvůli nedostatku vody a silnému znečištění ovzduší v okolí známky špatného zdraví a zřejmě pomalu umírá.

## Výskyt
Tisovec Montezumův je zejména pobřežní strom, který roste podél vyvýšených říčních břehů, lze ho však také najít v okolí pramenů a močálů. Jeho stanoviště se nachází ve výškách od 300 do 2500 metrů, v Mexiku roste převážně ve vysočině mezi 1600 až 2300 metry. Je značně tolerantní vůči suchu, velmi rychle roste a dává přednost místům, kde je celoročně deštivé podnebí nebo alespoň značné letní srážky.

## Vědecká synonyma
- Taxodium distichum var. mucronatum (Ten.) A. Henry
- Taxodium mexicanum (Carrière)
- Taxodium distichum var. mexicanum (Carrière) Gordon
- Cuprespinnata mexicana (Carrière) J. Nelson[2]

## Tisovec v dějinách
Kromě toho, že se Ahuehuete stala v roce 1910 mexickým národním stromem, je posvátná pro původní mexické obyvatele a hraje významnou roli v zapotéckých mýtech o stvoření světa. Slunečník z listů āhuēhuētlu a pōchōtlu (tisovce Montenzumova a vlnovce pětimužného) představoval u Aztéků symbolicky vládcovu moc. A podle legendy to byl právě tento strom, pod nímž v roce 1520 u Popotly plakal Hernán Cortés po útěku španělských conquistadorů z Tenochtitlánu během bitvy nazvané La Noche Triste (Žalostná noc).

## Užití
Montezumův cypřiš se již od předkolumbovských dob používal k okrasným účelům. Aztékové sázeli āhuēhuētl pro jeho spojení s vládcem podél cest, po nichž se v dnešním parku Chapultepec ubírala procesí. Stromy jako āhuēhuētl sloužily k budování umělých ostrovů zvaných chinampa v mělkých jezerech Mexického údolí, kdy se vnitřní prostor obdélníků o rozměrech obvykle cca 2,5 x 30 m, po jejichž obvodu se vysazovaly vodomilné stromy, vyplnil organickou hmotou rostlin a vysoce úrodným bahnem, které se vyzvedávalo ze dna jezera. Tisovce také před příchodem Španělů lemovaly břehy zavlažovacích kanálů.
V Mexiku se tyto stromy běžně vysazují v parcích a v zahradách. Dřevo tisovce slouží ke zhotovování trámů pro stavbu domů a pro výrobu nábytku. Aztékové pomocí jeho pryskyřice léčili dnu, různé vředy, kožní onemocnění, rozličná zranění a bolesti zubů. Odvar z kůry sloužil jako diuretikum ke zyýšení vylučování moči a jako prostředek vyvolávající nebo upravující menstruaci. Mast zhotovená ze dřeva se používala k léčbě zánětu průdušek. Listy sloužily jako prostředek k uvolnění a pomáhaly snižovat svědění.